# Hinako Ashihara
芦原 妃名子
Œuvres principales
- Le Sablier
- Piece

Hinako Ashihara (芦原 妃名子, Ashihara Hinako), pseudonyme de Ritsuko Matsumoto, est une dessinatrice de bande dessinée japonaise née le 25 janvier 1974, dans la préfecture de Hyōgo (région du Kansai, Honshū) et retrouvée morte le 29 janvier 2024 à Nikkō (préfecture de Tochigi, région du Kantō, Honshū). Elle est principalement connue pour être l'auteure des séries de shōjo manga, Le Sablier et Piece.

## Biographie
Hinako Ashihara est publiée pour la première en 1994 dans le magazine Bessatsu Shōjo Comics, ancien nom du magazine Betsucomi de l'éditeur Shōgakukan, avec le one-shot Sono Hanashi Okotowari Shimasu. En 1995, l'auteure commence sa carrière professionnelle avec le manga Girls Lesson relié en trois volumes. Elle aborde au travers de douze histoires courtes, dont Girls Lesson, les différentes facettes de l'amour.
Après plusieurs one-shot, l'auteure publie de 1997 à 1998 sa première série de manga : Tenshi no Kiss, un manga relatant les relations entre Aya et Akira dans le monde du ballet. De celle-ci découleront plusieurs autres séries : Derby Queen de 1999 à 2000, une série dans le monde des courses hippiques ; Miss en 1998 marque le retour de la mangaka au thème des relations amoureuses ; Tenzen Bitter Chocolate en 2001.
Enfin, en 2003, l'auteure commence la publication de la série qui la rendra célèbre et lui vaudra le 50e prix Shōgakukan : Le Sablier.

### Mort
Son corps est retrouvé le 29 janvier 2024 dans la préfecture de Tochigi (région du Kantō, Honshū), la piste d'un suicide étant privilégiée.

## Œuvre

### Mangas
- 1994 : Sono Hanashi Okotowari Shimasu - one-shot
- 1995 : Girls Lesson - série en 3 volumes
- 1996 : Homemade Home - one-shot
- 1997 : Hoshifuru Heya de (星降る部屋で?) recueil de nouvelles avec Natsu ni Goyoujin (夏にごようじん?) et Inu ni Natta Watashi. (犬になった私。?)
- 1997-1998 : Tenshi no Kiss (天使のキス?), prépublication Betsucomi, série en 3 tomes, non publiée
- 1999-2000 : Derby Queen, prépublication Betsucomi, série en 3 tomes, non publiée
- 2000 : Miss, prépublication Betsucomi, série en 3 tomes, non publiée
- 2001-2002 : Tennen Bitter Chocolate (天然ビターチョコレート?), prépublication Betsucomi, série en 3 tomes, non publiée
- 2002 : Yubikiri (ユビキリ?), prépublication Betsucomi, one-shot, non publié
- 2002 :Chou Chou Kump (蝶々雲?), prépublication Betsucomi, one-shot, non publié
- 2003 : SOS, prépublication Betsucomi, one-shot, non publié
- 2003-2006 : Le Sablier (砂時計, Sunadokei?), prépublication Betsucomi, série en 10 volumes, publiée aux éditions Kana.
- 2007 : Tsuki to Mizuumi (月と湖?), prépublication Betsucomi, recueil de nouvelles, non publié
- 2007-2008 : Hinako Ashihara (芦原妃名子コレクション?), prépublication Betsucomi, série en 3 tomes, non publiée
- 2008-2014 : Piece, prépublication Betsucomi, série en 10 volumes, publiée aux éditions Kana.
- 2013-2020 : Bread & Butter, prépublication Cocohana, série en 10 volumes, non publiée
- 2017- en cours :Sexy Tanaka-san (セクシー田中さん?), prépublication Petit Comic, série en 6 volumes actuellement

## Distinctions
En 2005, Hinako Ashihara est récompensée par le 50e prix Shōgakukan dans la catégorie Shōjo pour sa série Le Sablier, à égalité avec C'était nous de Yūki Obata. En 2013, elle réitère en recevant le 58e prix Shōgakukan, toujours dans la catégorie Shōjo pour la série Piece.